# Saut d'obstacles par équipes aux Jeux olympiques d'été de 2024
Cet article traite de l'épreuve par équipes. Pour la compétition individuelle, voir Saut d'obstacles individuel aux Jeux olympiques d'été de 2024.
Navigation
Tokyo 2020 Los Angeles 2028
L'épreuve du saut d'obstacles par équipes aux Jeux olympiques d'été de 2024 de Paris a lieu les 1er et 2 août 2024 au château de Versailles.

## Médaillés
| Or | Argent                                                                                           | Bronze |
| Grande-Bretagne - Ben Maher et Dallas Vegas Batilly - Harry Charles et Romeo 88 - Scott Brash et Jefferson | États-Unis - Laura Kraut et Baloutinue - Karl Cook et Caracole de La Roque - McLain Ward et Ilex | France - Simon Delestre et I Amesulina R 51 - Olivier Perreau et Dorai d'Aiguilly - Julien Épaillard et Dubaï du Cèdre |

## Site des compétitions

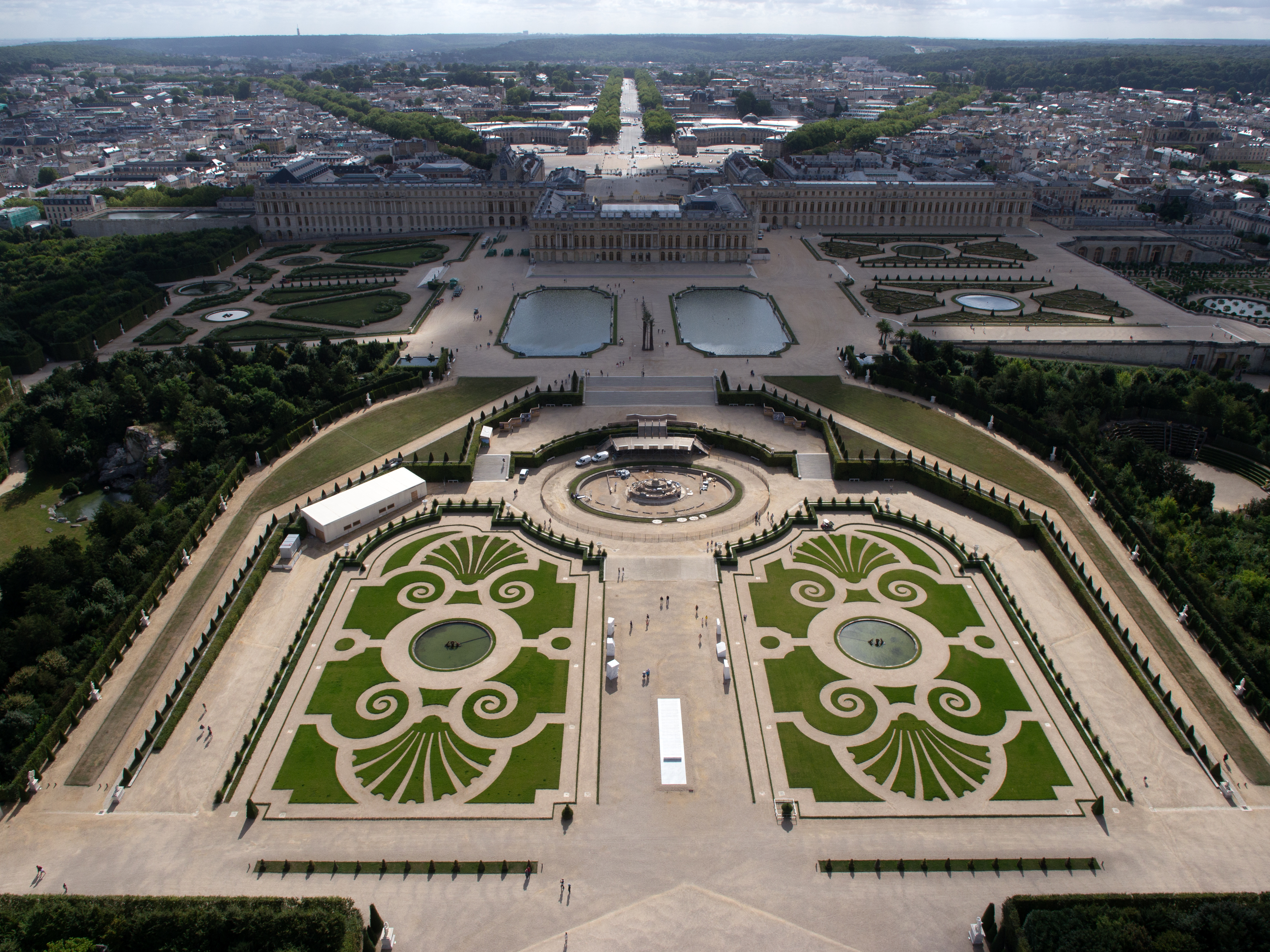
Vue aérienne du château de Versailles.

Les épreuves d'équitation ont lieu au château de Versailles : une carrière avec des tribunes d'une capacité de 15 000 places sera installée à l'ouest du Grand Canal.

## Format de la compétition
Le saut d'obstacles est un parcours chronométré que le cavalier et sa monture doivent effectuer le plus rapidement possible. Il comprend différents obstacles constitués de barres. Quand l'une d'elles tombe lors du passage du cheval, cela entraîne une pénalité. 
Lors de la compétition par équipes, les résultats pris en compte sont ceux des 3 cavaliers.

## Programme
| Date            | Horaire | Manche         |
| --------------- | ------- | -------------- |
| Jeudi 1er août  | 11 h 00 | Qualifications |
| Vendredi 2 août | 14 h 00 | Finale         |

## Résultats détaillés

### Qualifications
Les 10 meilleures équipes se qualifient (Q) pour la finale de l'épreuve.
| Rang | Pays                | Cavaliers                                                             | Chevaux                                               | Pénalités individuelles | Pénalités de l'équipe | Notes |
| ---- | ------------------- | --------------------------------------------------------------------- | ----------------------------------------------------- | ----------------------- | --------------------- | ----- |
| 1    | Allemagne           | Christian Kukuk Philipp Weishaupt Richard Vogel                       | Checker 47 Zineday United Touch S                     | 0                       | 0                     | Q     |
| 2    | États-Unis          | Laura Kraut Karl Cook McLain Ward                                     | Baloutinue Caracole de La Roque Ilex                  | 0                       | 0                     | Q     |
| 3    | Grande-Bretagne     | Ben Maher Harry Charles Scott Brash                                   | Dallas Vegas Batilly Romeo 88 Jefferson               | 0 4                     | 8                     | Q     |
| 3    | Belgique            | Gilles Thomas Wilm Vermeir Jérôme Guery                               | Ermitage Kalone IQ Van Het Steentje Quel Homme de Hus | 0 4                     | 8                     | Q     |
| 3    | Pays-Bas            | Maikel van der Vleuten Kim Emmen Harrie Smolders                      | Beauville Z Imagine Uricas van der Kattevennen        | 0 8                     | 8                     | Q     |
| 6    | Irlande             | Shane Sweetnam Daniel Coyle Cian O'Connor                             | James Kann Cruz Legacy Maurice                        | 4 0 5                   | 9                     | Q     |
| 7    | France              | Simon Delestre Olivier Perreau Julien Épaillard                       | I Amesulina R 51 Dorai d'Aiguilly Dubaï du Cèdre      | 8 4 0                   | 12                    | Q     |
| 8    | Suède               | Henrik von Eckermann Rolf-Göran Bengtsson Peder Fredricson            | King Edward Zuccero HV Catch Me Not S                 | 0 17                    | 17                    | Q     |
| 9    | Israël              | Ashlee Bond Robin Muhr Daniel Bluman                                  | Donatello 141 Galaxy HM Ladriano Z                    | 4 16 0                  | 20                    | Q     |
| 10   | Mexique             | Carlos Hank Federico Hernández Eugenio Garza                          | Porthos Maestro WH Z Romeo Contago                    | 4 12                    | 20                    | Q     |
| 11   | Espagne             | Ismael García Roque Sergio Álvarez Moya Eduardo Álvarez Aznar         | Tirano Puma HS Caprice du Vigneul                     | 9 4 8                   | 21                    |       |
| 12   | Suisse              | Steve Guerdat Pius Schwizer Martin Fuchs                              | Dynamix de Belheme Vancouver de Lanlore Leone Jei     | 8 12 4                  | 24                    |       |
| 13   | Autriche            | Katharina Rhomberg Gerfried Puck Max Kühner                           | Colestus Cambridge Naxcel V Elektric Blue P           | 16 8 4                  | 28                    |       |
| 14   | Canada              | Mario Deslauriers Erynn Ballard Amy Millar                            | Emerson Nikka van der Bisschop Truman                 | 12 4 16                 | 32                    |       |
| 15   | Australie           | Hilary Scott Thaisa Erwin Edwina Tops-Alexander                       | Milky Way Utopie Rossignol*IFCE Fellow Castlefield    | 16 4                    | 36                    |       |
| 16   | Japon               | Taizo Sugitani Takashi Haase Shibayama Eiken Sato                     | Quincy 194 Karamell M&M Conthargo-Blue                | 20 12 19                | 51                    |       |
| 17   | Pologne             | Adam Grzegorzewski Dawid Kubiak Maksymilian Wechta                    | Issem Flash Blue B Chepettano                         | 28 16 19                | 53                    |       |
| 18   | Émirats arabes unis | Omar Abdul Aziz Al-Marzooqi Ali Hamad Al-Kirbi Abdullah Mohd Al-Marri | Enjoy de la Mure Jarlin de Torres McGregor            | 12 44 16                | 72                    |       |
| 19   | Arabie saoudite     | Abdulrahman Alrajhi Khaled Al-Mobty (en) Ramzy al-Duhami              | Ventago Jaguar King WD Untouchable 32                 | 8 20 Abandon            | Abandon               |       |
| 20   | Brésil              | Pedro Veniss Stephan de Freitas Barcha Rodrigo Pessoa                 | Nimrod de Muze Primavera Major Tom                    | Élimination 4 Abandon   | Élimination           |       |

### Finale
En cas d'égalité en nombre de pénalités, les équipes sont départagées au temps.
| Rang                                | Pays            | Cavaliers                                                  | Chevaux                                               | Pénalités individuelles | Pénalités de l'équipe | Temps    |
| ----------------------------------- | --------------- | ---------------------------------------------------------- | ----------------------------------------------------- | ----------------------- | --------------------- | -------- |
| Médaille d'or, Jeux olympiques      | Grande-Bretagne | Ben Maher Harry Charles Scott Brash                        | Dallas Vegas Batilly Romeo 88 Jefferson               | 1 0 1                   | 2                     | 237 s 47 |
| Médaille d'argent, Jeux olympiques  | États-Unis      | Laura Kraut Karl Cook McLain Ward                          | Baloutinue Caracole de La Roque Ilex                  | 4 0                     | 4                     | 229 s 90 |
| Médaille de bronze, Jeux olympiques | France          | Simon Delestre Olivier Perreau Julien Épaillard            | I Amesulina R 51 Dorai d'Aiguilly Dubaï du Cèdre      | 3 0 4                   | 7                     | 238 s 12 |
| 4                                   | Pays-Bas        | Maikel van der Vleuten Kim Emmen Harrie Smolders           | Beauville Z Imagine Uricas van der Kattevennen        | 6 0 1                   | 7                     | 238 s 69 |
| 5                                   | Allemagne       | Christian Kukuk Philipp Weishaupt Richard Vogel            | Checker 47 Zineday United Touch S                     | 4 0                     | 8                     | 229 s 57 |
| 6                                   | Suède           | Henrik von Eckermann Rolf-Göran Bengtsson Peder Fredricson | King Edward Zuccero HV Catch Me Not S                 | 4                       | 12                    | 229 s 76 |
| 7                                   | Irlande         | Shane Sweetnam Daniel Coyle Cian O'Connor                  | James Kann Cruz Legacy Maurice                        | 5 0 9                   | 14                    | 235 s 59 |
| 8                                   | Belgique        | Gilles Thomas Wilm Vermeir Jérôme Guery                    | Ermitage Kalone IQ Van Het Steentje Quel Homme de Hus | 8 4 8                   | 20                    | 234 s 82 |
| 9                                   | Israël          | Ashlee Bond Robin Muhr Daniel Bluman                       | Donatello 141 Galaxy HM Ladriano Z                    | 13 20 Abandon           | Abandon               |          |
| 10                                  | Mexique         | Carlos Hank Federico Hernández Eugenio Garza               | Porthos Maestro WH Z Romeo Contago                    | Abandon                 | Abandon               |          |